# Elektrisk admittans
Elektrisk admittans er den elektriske ledningsevne som en elektronisk komponent eller transducer frembyder over for vekselstrøm. 
Admittans måles i siemens, hvilket er det samme som ohm-1 = Ω-1; i amerikansk litteratur anvendes også mho, som er i strid med SI's regler. Admittansens værdi er et komplekst tal, hvor realdelen er den velkendte ledningsevne, kaldet konduktans, og imaginærdelen, susceptans. Skrives f.eks. (100 + j 50) siemens.
Den elektriske admittans i siemens er per definition den Multiplikative inverse af impedansen i ohm.